# مایکل رودریگز
مایکل رودریگز (انگلیسی: Michel Rodriguez؛ زادهٔ ۲۵ نوامبر ۱۹۷۸) بازیکن فوتبال اهل فرانسه است.
از باشگاه‌هایی که در آن بازی کرده‌است می‌توان به باشگاه فوتبال کن، باشگاه ورزشی مون‌پلیه، و باشگاه ورزشی آمیان اشاره کرد.
وی همچنین در تیم ملی فوتبال زیر ۱۸ سال فرانسه بازی کرده‌است.